# Wai (saluto)

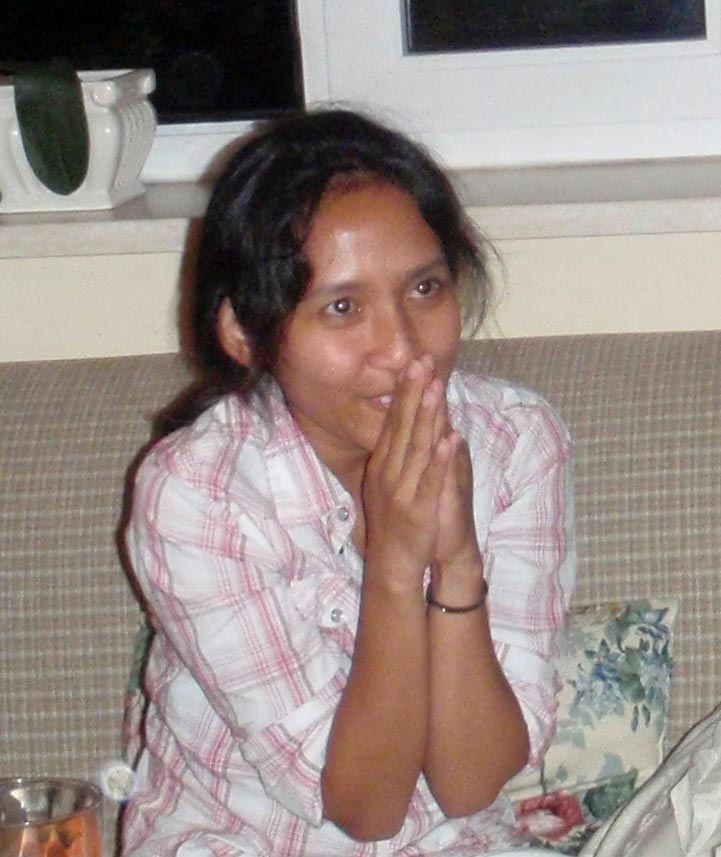
Wai thailandese

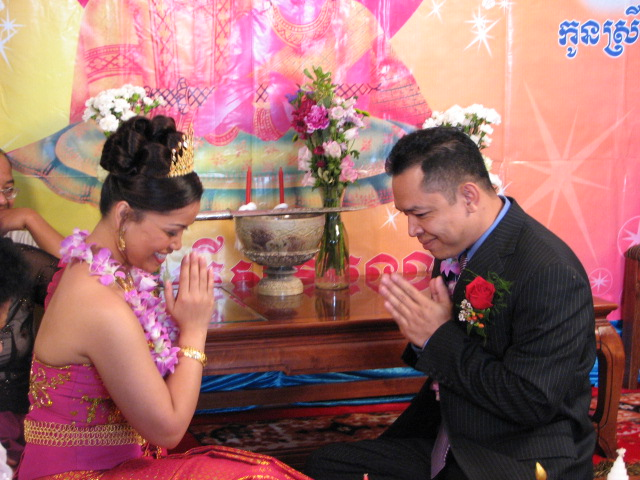
Sampeah cambogiano

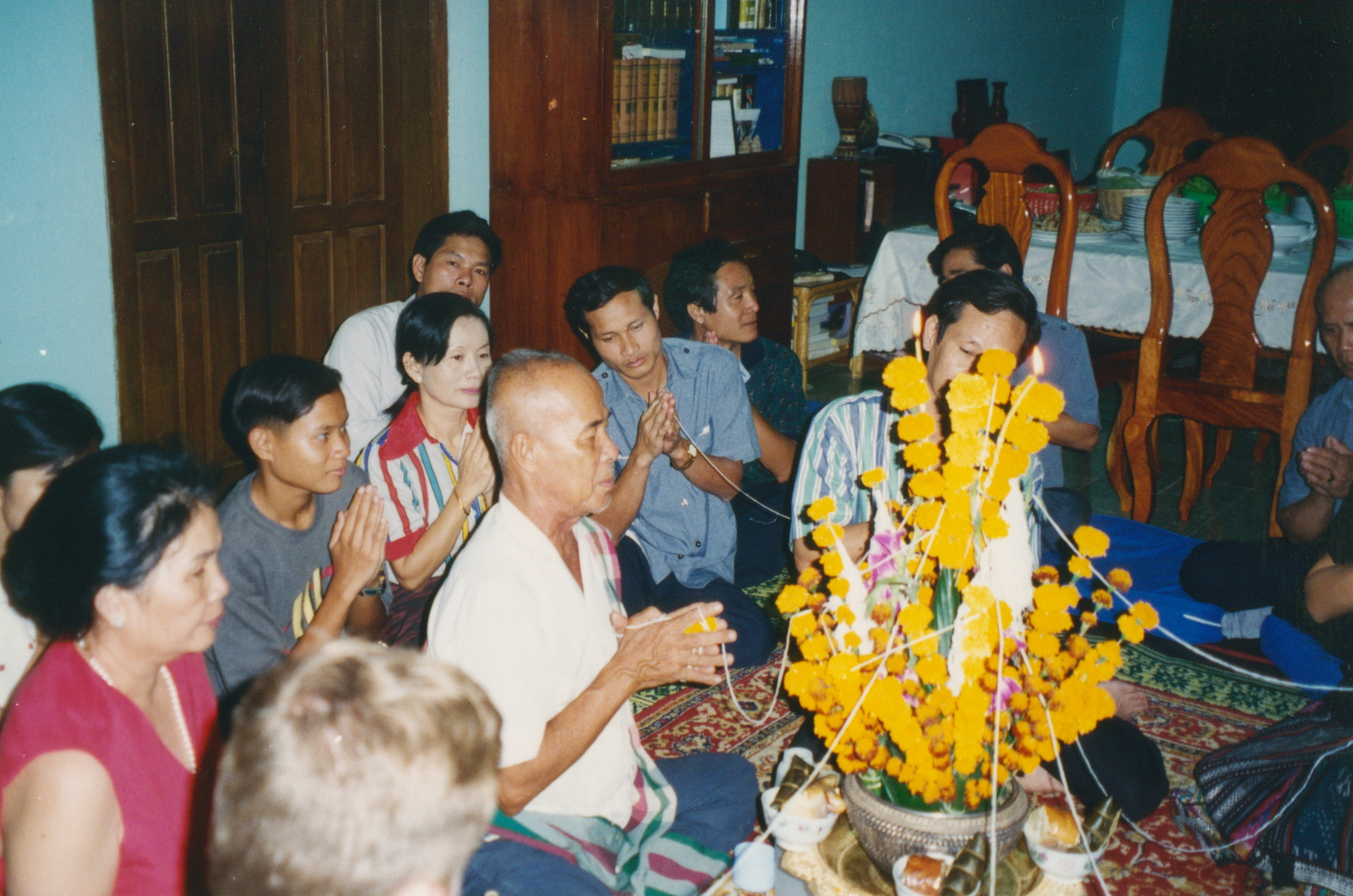
Nop in Laos

Il wai è un gesto con cui in Thailandia si saluta e si dimostra rispetto. In Cambogia tale termine viene tradotto con la parola sampeah ed in Laos con nop.  In alcuni casi è in tali Paesi anche un modo di dimostrare la propria devozione. Il gesto e il contesto in cui viene usato sono analoghi a quelli del namasté indiano, cingalese e nepalese, con l'utilizzo della posizione di preghiera detta pranamasana o Añjali Mudrā.
Viene realizzato congiungendo le mani, unendo i palmi con le dita rivolte verso l'alto, e tenendole all'altezza del petto, del mento o della fronte, facendo al contempo un inchino. Alcuni dettagli cambiano a seconda della persona o divinità a cui è rivolto il saluto o la riverenza. Viene usato quando le persone si incontrano, al momento dei saluti finali, nonché per ringraziare o per scusarsi.

## Saluto
Secondo la tradizione di Thailandia, Laos e Cambogia, wai, nop e sampeah esprimono rispetto e devono essere fatti per primi dalla persona più giovane o da chi ha uno status sociale inferiore a colui il quale il saluto è rivolto. Sono quindi gli studenti a rivolgere il saluto per primi agli insegnanti, i giovani agli anziani, figli e nipoti a genitori, zii e nonni, impiegati al capo-ufficio ecc. Le mani giunte vanno tenute con le punte delle dita vicine al mento ed il gesto va accompagnato con un inchino della testa. Più differenza di status c'è tra le due persone o più benevolenza si vuole ottenere, maggiore è l'inchino che di solito si fa con la testa e più alte van tenute le mani giunte.
La persona più anziana o di status più alto risponde al saluto tenendo le mani giunte leggermente più in basso e flettendo meno il capo nell'inchino o non flettendolo affatto. Tra coetanei, persone di pari grado sociale o tra estranei di cui non si conosca il grado sociale si usa tenere le mani giunte vicine al mento senza chinare la testa.
Il wai in Thailandia di solito viene fatto dicendo sawat dii krap o sawat dii kah, il primo detto dai maschi e il secondo dalle femmine. Sawat dii (in thai: สวัสดี) viene dal sanscrito ed ha la stessa origine della radice svasti, compresa nel termine svastica, a sua volta composta dal prefisso su- (buono, bene) e da asti (coniugazione della radice verbale as: "essere"). Significato simile all'italiano salve (salute a voi). Il termine sawat dii fu coniato negli anni trenta del Novecento presso l'Università Chulalongkorn di Bangkok.
In Laos, sia uomini che donne usano dire l'analogo sabai dii (in lingua lao: ສະບາຍດີ) quando fanno il nop, mentre in Cambogia dicono cumriep sue (in lingua khmer: ជំរាបសួរ) quando si incontrano e cumriep lie (in khmer: ជំរាបលា) ai saluti finali.

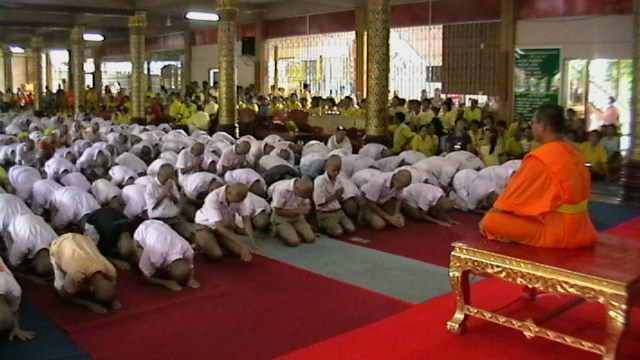
Wai di candidati novizi al monaco buddhista

## Riverenza
Il gesto va fatto in maniera diversa a un monaco buddhista, ad un'immagine del Buddha o quando si passa davanti a un monastero. In tali casi, in segno di riverenza, la punta delle dita va tenuta in corrispondenza della fronte e l'inchino va fatto con il busto e la testa contemporaneamente. Durante le cerimonie, i devoti buddhisti si inginocchiano davanti ai monaci con le mani giunte sulla fronte e durante l'inchino si portano le mani in avanti e si abbassa la testa fino a toccare il pavimento. Il rito andrebbe ripetuto per tre volte davanti alle immagini del Buddha.
Secondo un'antica tradizione religiosa, in presenza dei regnanti i sudditi si prostrano nello stesso modo in cui lo fanno per i monaci, senza alzare la testa a guardare i sovrani. Tale cerimoniale si basa sul fatto che il monarca in questi Paesi era un'emanazione della divinità. Le monarchie sono rimaste solo in Thailandia e Cambogia, quest'ultima ridimensionata dopo la presa di potere dei khmer rossi nel 1976, mentre l'ultimo re del Laos ha abdicato nel 1975. L'antica tradizione della prostrazione davanti al re viene tuttora praticata negli incontri privati con il re di Thailandia, malgrado l'obbligo di prostrarsi e di non guardare in faccia i reali sia stato rimosso ai tempi di re Chulalongkorn, che regnò dal 1868 al 1910.